# Donald W. Stewart
Donald Wilbur Stewart, född 8 februari 1940 i Munford, Alabama, är en amerikansk demokratisk politiker. Han representerade delstaten Alabama i USA:s senat 1978-1981.
Stewart studerade vid University of Alabama. Han avlade grundexamen 1962 och juristexamen 1965. Han arbetade sedan som advokat i Anniston.
Senator James Allen avled 1978 i ämbetet och hans änka Maryon Pittman Allen blev utnämnd till senaten fram till fyllnadsvalet senare samma år. Stewart besegrade Allen i demokraternas primärval och vann sedan själva fyllnadsvalet. Han kandiderade till omval i senatsvalet 1980 men besegrades av Jim Folsom, Jr. i primärvalet. Folsom förlorade sedan själva senatsvalet mot republikanen Jeremiah Denton.